# Comesperma volubile
Comesperma volubile är en jungfrulinsväxtart som beskrevs av Jacques-Julien Houtou de La Billardière.
Comesperma volubile ingår i släktet Comesperma och familjen jungfrulinsväxter. Inga underarter finns listade i Catalogue of Life.